# Les girls
Les girls es una película estadounidense dirigida por George Cukor en 1957, basada en una novela de Vera Caspary.

## Argumento
Tres ex vedettes amigas y compañeras repasan sus vidas y sus carreras a raíz de que una de ellas publique su autobiografía. La visión que cada una de las mujeres tiene de su propia vida, no siempre se corresponde con la que tienen las otras.

## Otros créditos
- Color: Metrocolor
- Productora: Metro-Goldwyn-Mayer
- Dirección artística: Gene Allen y William A. Horning
- Montaje: Ferris Webster
- Asistente de dirección: Robert Saunders
- Sonido: Wesley C. Miller
- Efectos especiales: Lee LeBlanc
- Decorados: Richard Pefferle y Edwin B. Willis.
- Diseño de vestuario: Orry-Kelly.
- Maquillaje: Sydney Guilaroff (peluquería) y William Tuttle (maquilaje).

## Premios
- Globo de Oro a la mejor película musical comedia. La película también estuvo entre las aspirantes a los Golden Laurel como mejor musical, quedando situada en el segundo lugar de la lista.
- Globo de Oro a la mejor actriz en comedia o musical: Kay Kendall. Kay Kendal también fue nominada a los Golden Laurel.
- Oscar al mejor diseño de vestuario: Orry-Kelly
- Nominada a otros Oscar:

- Mejor dirección artística: Gene Allen, William A. Horning, Richard Pefferle y Edwin B. Willis.
- Mejor sonido: Wesley C. Miller.

- Premio del Gremio de Escritores de América al mejor musical: John Patrick.
- Golden Laurel a la mejor actriz en musical: Mitzi Gaynor.
- Gene Kelly estuvo nominado como mejor actor en musical en los Golden Laurel.
- George Cukor estuvo entre los aspirantes al premio que otorga el Gremio de directores de América.